# Boisbriand
Boisbriand és una ciutat a la província canadenca de Quebec, en el municipi regional del comtat de Thérèse de Blainville en la regió administrativa de Laurentides. Forma part de la regió metropolitana de Mont-real. Segons el cens del Canadà de 2011, la ciutat compta amb uns 26.816 residents i té una superfície de 27,75 quilòmetres quadrats. El llogaret jueu jasídic de Kiryas Tosh es troba dins de la municipalitat de Boisbriand, en la part oest. En 1963, el Rabí Meshulim Feish Lowy va traslladar la comunitat des de Mont-real, i actualment està formada per més de 300 famílies.